# Bodo Zimmermann
Bodo Zimmermann, född 26 november 1886 i Metz, död 1963 i Bonn, var en tysk generallöjtnant. Han var operationschef under fältmarskalk Gerd von Rundstedt under slutet av andra världskriget.